# Zavrč
Zavrč – wieś w Słowenii, siedziba gminy Zavrč. W 2018 roku liczyła 73 mieszkańców.